# Писарівка (Павлоградський район)
Пи́сарівка — село в Україні, у Павлоградському районі Дніпропетровської області, над річкою Мала Терса. Входить до складу Троїцької сільської громади. Населення за переписом 2001 року становить 533 особи.

## Географія
Село Писарівка розташоване на правому березі річки Мала Терса, відразу після місця злиття річок Нижня Терса і Середня Терса. На південно-західній околиці села Балка Писарівська впадає у річку Середню Терсу.

## Історія
- Село Писарівка до революції звалося Ново-Павлоградське. Засноване запорізькими козаками після зруйнування січі у 1775 році. Після знищення Запорізької січі землі належали графу Воронцову-Дашкову. На Слобожанщині ( Харківщина ), граф за собак наміняв селян у с. Велико-Писарівці та привіз сюди.

## Економіка
- ФГ «Червона Долина 2006».

## Об'єкти соціальної сфери
- Гімназія I—II ст.
- Амбулаторія.
- Будинок культури.

## Відомі люди
Тут народились:
- український письменник Валер'ян Підмогильний. Коли йому виповнилося 14 років, він разом з сім'єю переїхав до Чаплів;
- український природоохоронець Кирило Холод.

## Інтернет-посилання
#ЗНАЙ_НАШИХ_ПИСАРІВКА_ПЛЮС — Спільнота на FaceBook для тих, хто жив, живе або знає Писарівку Синельниківського району і селища поруч
- Погода в селі Писарівка